# カラービット
カラービット は、赤、青、緑の3色の組み合わせから数値を表現する識別子の一つである。
東京都千代田区のビーコア株式会社が開発した独自特許技術である。

## 特徴
- 「複数一括読み取り」が、大きな特徴である。
- コードの「歪み」や「退色」にも強い。

## 用途
- 入退室管理システムに利用されている。布製のコードとして利用できるため、無菌室などへの入退室時のシステムに利用されている。